# Oxid de paladiu (II)
Oxidul de paladiu (II) este un compus anorganic cu formula PdO. Este singurul oxid al paladiului care este bine cunoscut.  Se poate obține prin tratarea paladiului metalic cu oxigen. La temperaturi mai mari de 900 °C, oxidul se descompune în paladiu și oxigen gazos. Nu este atacat de acizi. 